# 陳文試
陳文試（1467年—？），字道衡，福建福州府長樂縣人，民籍，明朝政治人物。

## 生平
弘治八年（1495年）乙卯科福建鄉試第六十六名舉人。弘治九年（1496年）聯捷丙辰科會試第二百二十四名，三甲第一百五十六名進士。初知临川县，弘治十八年（1505年）五月，授浙江道監察御史。

## 家族
曾祖陳俞，參；祖父陳昺；父陳時學，母林氏。